# 회화의 기술
회화의 기술(네덜란드어: De schilderkunst), 또는 회화의 기술, 알레고리(네덜란드어: Allegorie op de schilderkunst), 화실의 화가 (Painter in his Studio)는 네덜란드 화가 요하네스 페르메이르가 그린 유화 작품이다. 1666년~1668년경에 그려졌으며, 현재 오스트리아 정부의 소유로서 빈 미술사 박물관에 소장되어 있다.
미술사학계에서는 이 작품이 '회화'의 알레고리로 해석하는 것이 정설이며, 따라서 《회화의 기술, 알레고리》라는 제목으로도 알려지게 되었다. 작품 속의 구성과 상징은 페르메이르의 작품 가운데서도 가장 복잡한 것으로 알려져 있다. 그림의 크기도 120 x 100cm에 달하여, 페르메이르의 역대 작품 가운데 《마르타와 마리아 집의 그리스도》, 《뚜쟁이》에 이어 가장 큰 작품이다.
《회화의 기술》은 페르메이르의 그림 가운데서도 가장 유명한 작품으로 알려져 있다. 1868년 지금의 화가 요하네스 페르메이르의 작품을 재평가한 데 일조한 프랑스 미술평론가 테오필 토레뷔르제르는 이 작품이야말로 페르메이르의 제일 흥미로운 그림이라 여겼다. 또다른 미술평론가 스베틀라나 알페르스도 본 작품을 독특하고 야심찬 작품이라 평하였다. :119 발터 리트케는 "페르메이르의 화실을 상상 속의 무대로 삼아, 본인의 거장다운 발상력과 실행력을 보여준다"고 하였으며, 알베르트 블랑케르트는 "자연주의적 기법, 밝은 조명공간, 복잡한 구성의 통합에 있어 그 어떤 그림도 이에 필적하지 못한다"고 평했다.

## 상세

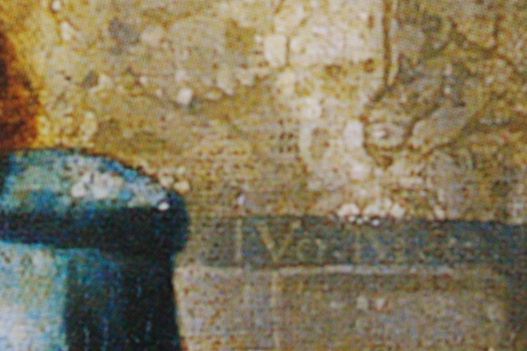
페르메이르의 서명

《회화의 기술》은 어떤 화가가 자신의 화실에서 파란색 옷을 입고 포즈를 취하는 여인을 화폭에 옮기는 장면을 담아냈다. 여인은 창가에 서 있고, 뒷편의 벽에는 거대한 네덜란드 지도가 내걸려 있다. 여인의 오른편에는 "I [Oannes] Ver. Meer"라는 서명이 적혀 있으나 연도는 적혀져 있지 않다.학계에서는 이 작품의 제작연대를 1665년~1668년경으로 보는 것이 정설이지만, 일각에서는 그보다 늦은 1670년~1675년에 제작되었을 가능성이 제기되고 있다.
1663년 프랑스 작가 발타자르 드 몽코니스가 페르메이르의 집을 방문할 당시, 페르메이르에게 당장 보여줄 수 있는 그림이 없었다고 전해진다. 따라서 이 그림은 페르메이르가 "본인의 화실에 자기 작품의 뛰어난 예시로 두고 보여주기 위해" 그렸을 것이란 추측이다. 페르메이르가 이 작품을 좋아했던 것은 확실해 보이며, 평생 동안 누구에게도 팔지 않았다고 한다. 이 점에서 알페르스는 이 작품이 "페르메이르 본인이 그려왔던 것을 집약하고 평가하는 그림에 해당된다"고 보았다.

### 작품 속 요소

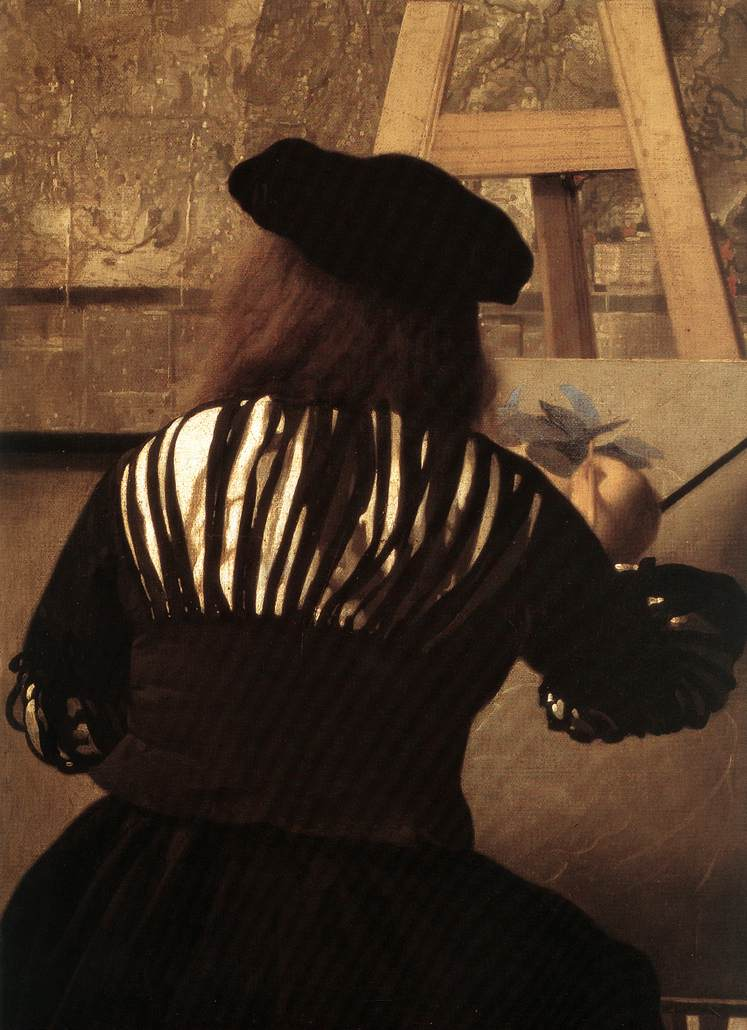
작품 속 이젤 앞에 앉아 팔받침 막대를 쓰며 그림을 그려나가는 화가의 모습

그림 속에 등장하는 인물은 화가와 모델, 이 두 명 뿐이다. 모델이 되는 여성은 시선을 아래에 두고 있고, 화가는 등을 돌리고 있다. 여기서 화가는 요하네스 페르메이르 본인을 묘사한 것으로 여겨졌으며, 모델로 서 있는 여성에 대해서는 장루이 보두아예르가 페르메이르의 딸이라는 설을 제기한 바 있다. :172
화가는 이젤에 걸린 캔버스 앞에 앉아 붓과 팔받침용 막대를 오른손에 쥐고 있으며, 캔버스에는 여성의 머리장식 부분이 살짝 비춰지고 있다. 팔소매와 등쪽에 구멍을 낸 검정색의 우아한 겉옷을 입고 있으며 그 사이로 흰색 셔츠가 드러나고 있다. 바지는 짧고 푹신하며 주황색 스타킹을 신고 있는데, 동시대 루벤스의 자화상과 마찬가지로 다른 작품에서도 찾아볼 수 있었던 값비싸면서도 유행에 맞춘 옷차림이었다.
왼편의 근경에는 태피스트리와 의자가 배치되어 있는데 이런 식으로 배치하여 원근감을 드러내고 시선을 이끄는 구도를 르푸수아르 (repoussoirs)라고 부른다. 또한 페르메이르의 다른 작품 《신앙의 알레고리》의 구도처럼 방 안의 천장이 보여지고 있다.
학계에서는 그림 속 여러 사물이 어떤 개념을 상징하고 있다고 본다. 우선 석고 마스크는 당대 학문간의 비교론이었던 파라고네를 상징하는 것으로 보이며, 좌측 테이블에 놓인 천과 가죽 조각, 폴리오 (2절판 대형서)는 그 시대의 지식인이라면 갖춰야 할 자유과 (교양과목)을 상징하는 것으로 받아들여지고 있다. 대리석 타일의 바닥과 화려한 황금색 샹들리에의 표현은 페르메이르의 장인정신을 보여주는 예시이자 작가 본인의 원근법 지식을 드러내고 있다. 각각의 사물은 빛을 다르게 반사하거나 흡수하여, 재료의 물성을 상당히 정확하게 구현하고 있다.

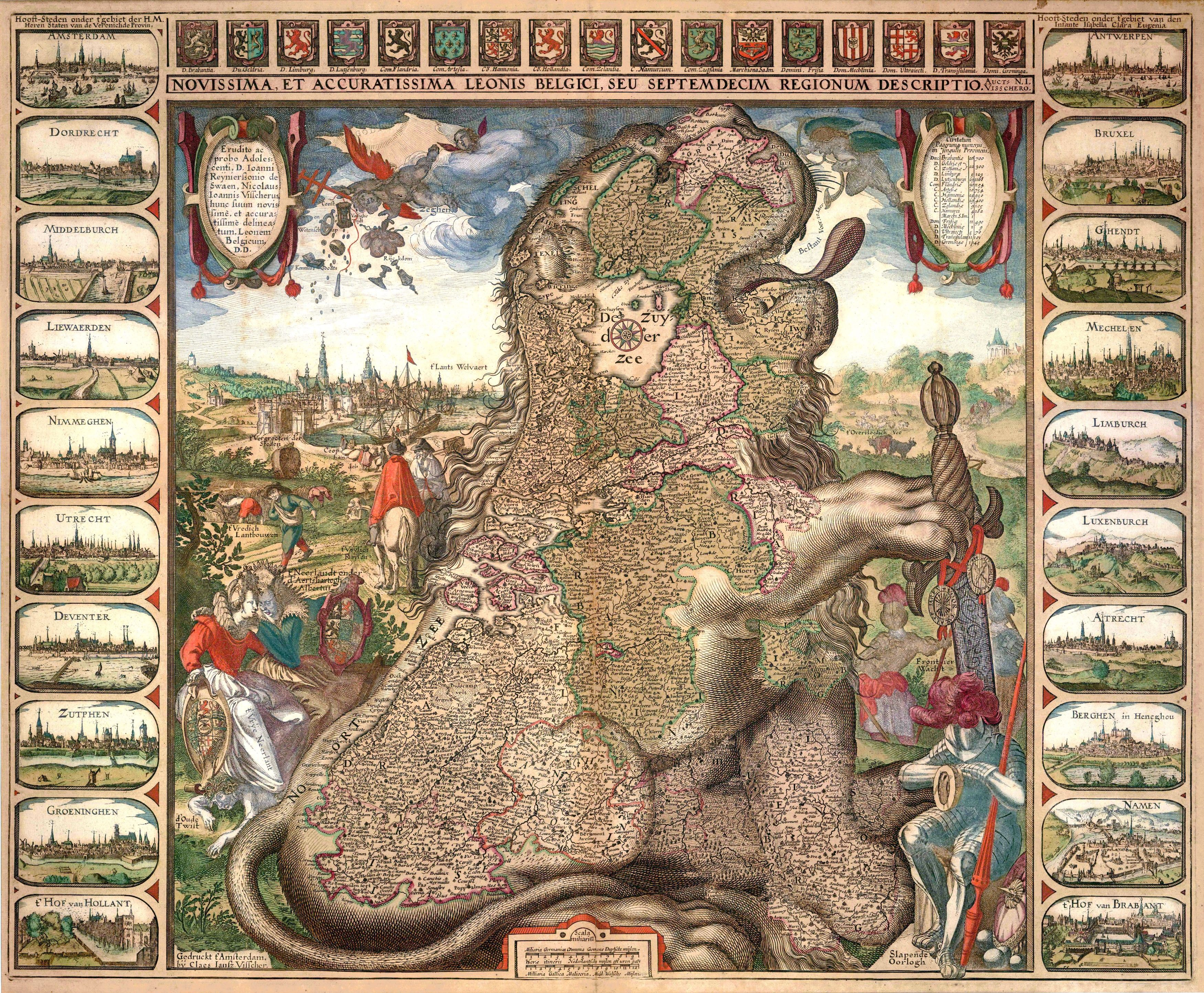
클라스 피스허르의 《레오 벨기쿠스》(1611년)

특히 여인의 뒤에 내걸린 대형 지도는 명암 표현이 돋보이는 요소로서, 당시 네덜란드의 17주와 주요 도시 20곳의 전경이 펼쳐져 있다. 이 지도는 실존하는 지도로서 1636년 네덜란드 지리학자 클라스 얀스존 피스허르가 제작하였으며, 야코프 오흐테르벨트와 니콜라스 마스의 그림 속에서도 좌우에 새겨진 도시 전망 그림을 제외한 모습으로 등장한다. 현재는 파리 국립도서관과 스웨덴 스코클로스터에 비슷한 지도가 소장되어 있다. 지도의 왼쪽 상단에는 두 명의 여성이 그려져 있는데, 하나는 직각기와 나침반을, 다른 하나는 팔레트와 붓, 도시의 전망을 손에 들고 있는 모습이다. : 126 

### 상징과 알레고리

#### 시와 그림
페르메이르는 회화라는 것에 대한 이론적 관심을 갖고 있었다. 작품 속 여인은 월계관을 쓰고 한 손에는 나팔을, 다른 손에는 헤로도토스나 투키디데스의 것으로 추정되는 고전 서적을 들고 있다. 따라서 이 여인 자체를 고대 그리스 신화의 뮤즈 가운데, 소문을 상징하는 뮤즈 페메 (Fama)나, 픽투라 (Pictura)로 해석하는 시각도 존재한다. 또한 역사의 뮤즈 클리오 (Clio)라는 설도 존재하는데, 16세기 체사레 리파의 도상학 전문서 《이코놀로기아》 (Iconologia)에서 묘사된 클리오의 모습과 일치하기 때문이다. 그러나 같은 책에서 역사의 여신은 이 그림처럼 아래를 내려다보는 게 아니라 뒤돌아보는 구도여야 한다고 소개하고 있어 클리오가 아니라는 설도 제기된다.
한편 페르메이르의 동시대 화가이자 프랑스 고전주의와 리파의 도상학 이론에 관심을 두었던 제라르 드 레레스 (Gerard de Lairesse)은 이 그림의 주제가 역사와 시라는 다른 의견을 내놓았다. 푸른색 옷을 입고 있는 여인은 시를 상징하고 있으며, 고대 그리스 학자 플루타르코스가 남긴 "시모니데스는 회화는 침묵하는 시, 시화 (詩畵)는 말하는 시라 했다"라는 격언을 가리켰다고 본다. 여인이 시의 상징이라면, 그 뒤의 지도는 역사를 상징한다는 것이 레레스의 해석이다.

#### 정치적 알레고리
중앙의 황금빛 샹들리에에는 신성로마제국을 다스리는 합스부르크가의 상징인 쌍두수리가 장식되어 있다. 이는 합스부르크가가 네덜란드 일대를 통치했던 역사를 상징하는 것으로 해석될 수 있다. 뒷배경의 지도 중앙에는 주름 하나가 눈에 띄게 져 있는데, 네덜란드 17주를 남북으로 정확히 가로지르고 있다. 이 역시 자유독립국이 된 네덜란드 공화국의 북쪽 지방과, 합스부르크가의 통치하에 남은 남쪽 지방의 분단을 상징하는 것으로 해석된다.
네덜란드 독립전쟁 와중에 네덜란드 북부의 독립지지 세력인 위트레흐트 동맹과 남부의 충성 지역간의 정치적 분열을 여실히 보여주고 있다는 설도 제기되며, 여기서 더 나아가 1940년 전쟁을 치르는 와중에 이 그림을 구입했던 아돌프 히틀러에게 매력적으로 다가오는 해석이었을 것이라 보는 시각도 있다. : 182  다만 리트케의 연구에서는 네덜란드 지도와 쌍두수리 장식을 정치적 상징으로 보는 해석은 설득력이 없으며 다른 모티브를 간과한 시각이라고 지적하고 있다. 마지막으로 네덜란드 지도의 주름 너머로 항해중인 선박이 그려져 있다는 점에서, 회화가 네덜란드에 명성을 가져다주었음을 상징하는 알레고리로 해석하기도 한다.

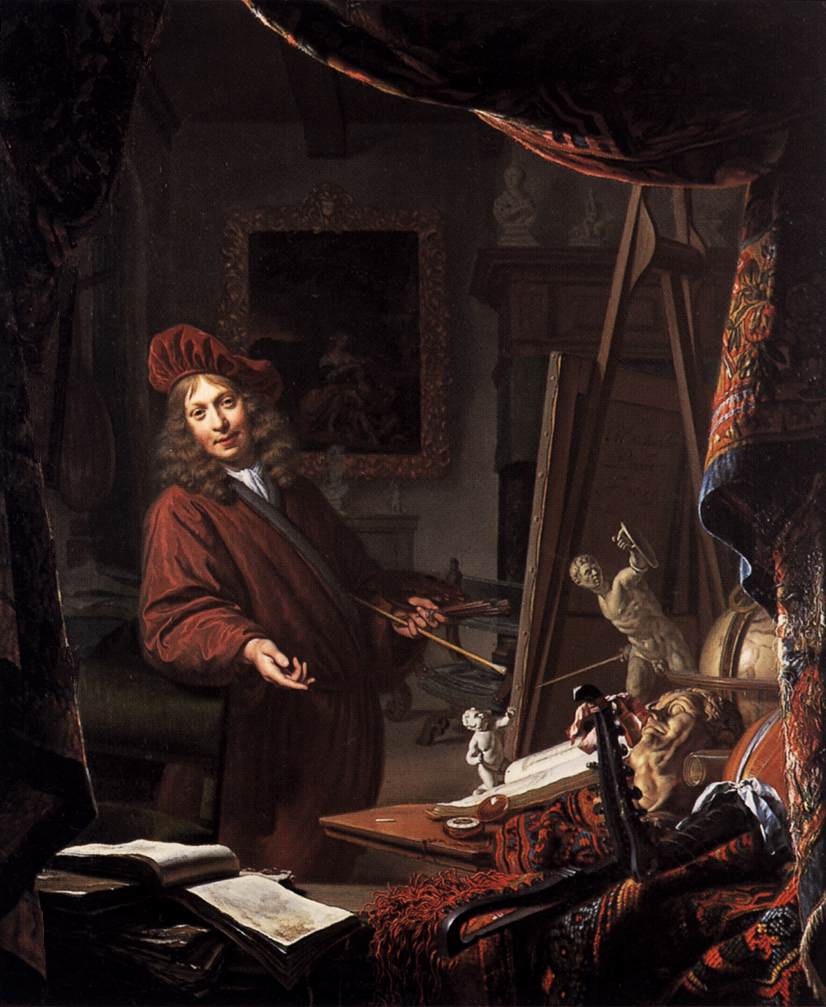
미힐 판 뮈스허르의 《화가의 화실》 (1679년)
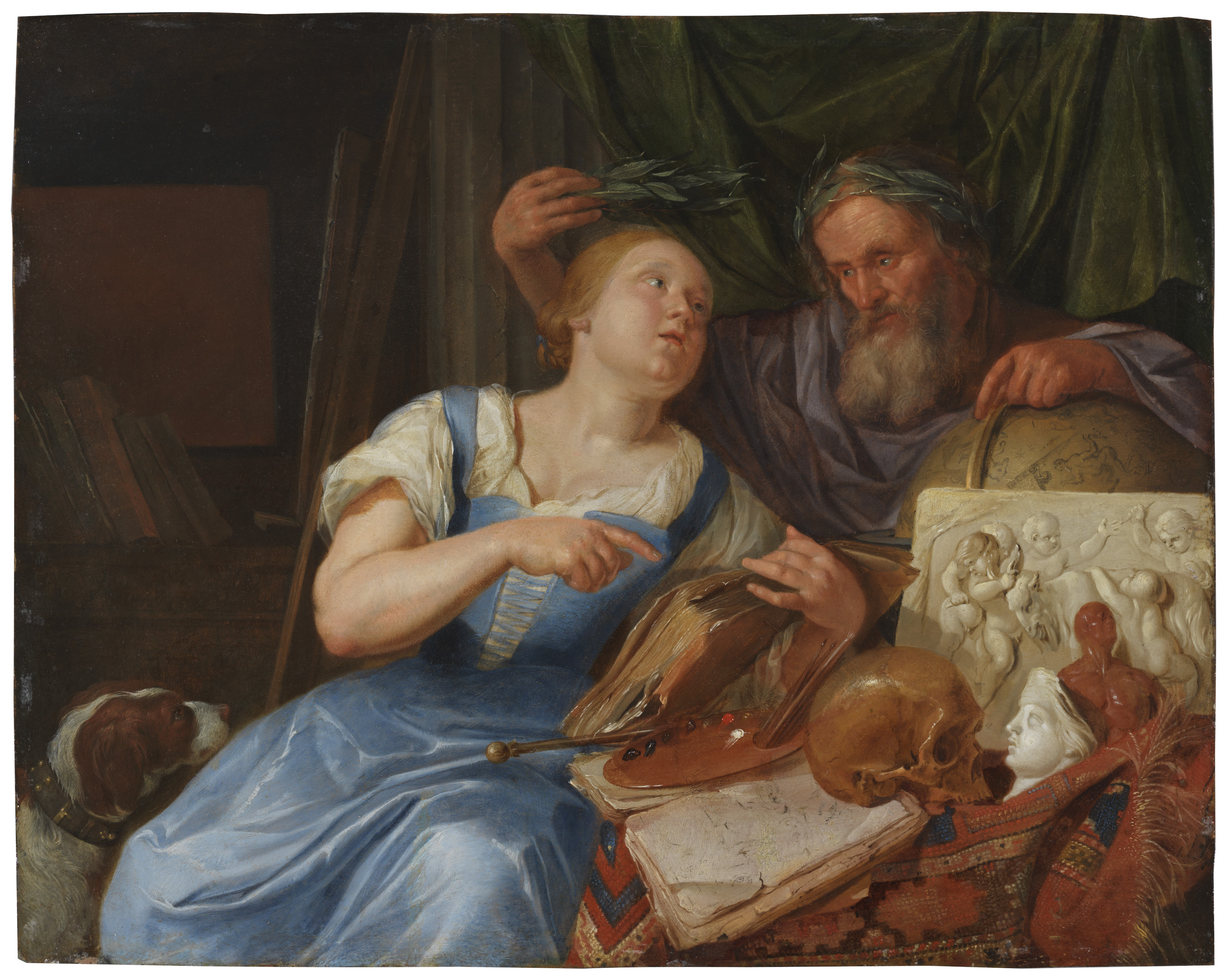
야코프 토렌블릿의 《회화의 알레고리》
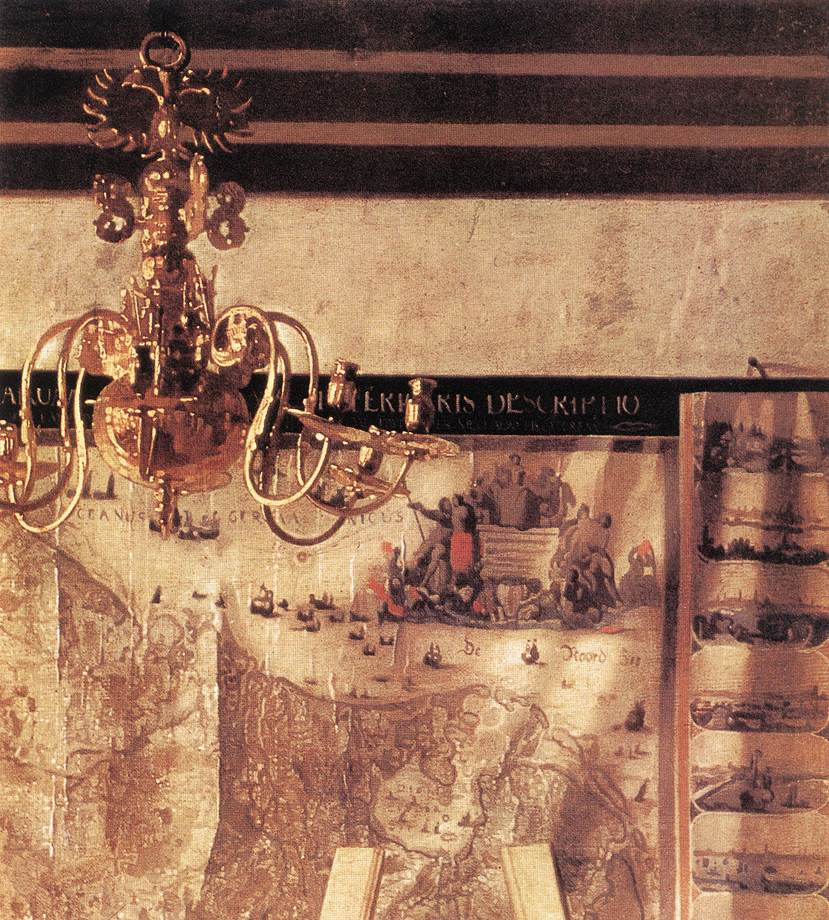
작품 속에 묘사된 샹들리에 윗쪽 쌍두수리 장식

## 입수 경위
이 그림은 요하네스 페르메이르가 빚을 지고 살던 시절에도 누구에게도 팔지 않고 소중히 여겼다는 점에서 의미깊은 작품으로 평가된다. 페르메이르가 사망한 뒤 그 아내 카타리나 역시 이 그림을 팔아 빚을 갚는데 쓰지 않고 1676년 2월 24일 어머니 마리아 틴스에게 그림을 넘겼다. : 338~339  그러나 페르메이르의 유산 집행인으로 나선 델프트 출신의 과학자 안토니 판 레이우엔훅은 고인이 된 화가의 장모에게 작품을 양도하는 것이 불법이라는 결론을 내렸으며, 적어도 진기한 거래가 될 것이라고 판단하였다고 한다. :219, 229
1677년 3월 15일, 델프트 길드의 경매에서 페르메이르의 작품 대다수가 판매되었으며 이 그림 역시 유출된 것으로 보인다. 구매자의 신원은 기록되지 않았으나, 출판업자 야코프 디시우스가 사들였을 것으로 추정된다. 1696년 디시우스의 유품 경매에서 '다양한 물품을 둔 방에 있는 베르메르의 초상화'라는 그림이 매물로 나왔다는 기록이 있는데, 이것이 《회화의 기술》을 가리키는 것인지는 확실치 않다. 이후 이 그림은 헤라르트 판스비턴의 소유를 거쳐 홋프리트 판스비턴이 다시 구입하였다. 1813년 보헤미아계 오스트리아 백작 루돌프 체르닌이 50플로린에 구입하였으며, 오스트리아 빈의 체르닌 박물관에 공개 전시되었다.
《회화의 기술》은 한동안 페르메이르의 동시대 화가였던 피터르 더호흐 (Pieter de Hooch)의 작품으로 알려져 있었으며, 정작 페르메이르는 19세기 후반까지 거의 알려져 있지 않았기에, 그림 내에 호흐의 서명을 그려넣어 위조하기도 하였다. 이 작품이 페르메이르의 작품으로 인정받게 된 것은 1860년 독일 미술사학자 구스타프 프리드리히 바겐이 감정하고 나서부터였다.

### 나치의 관심

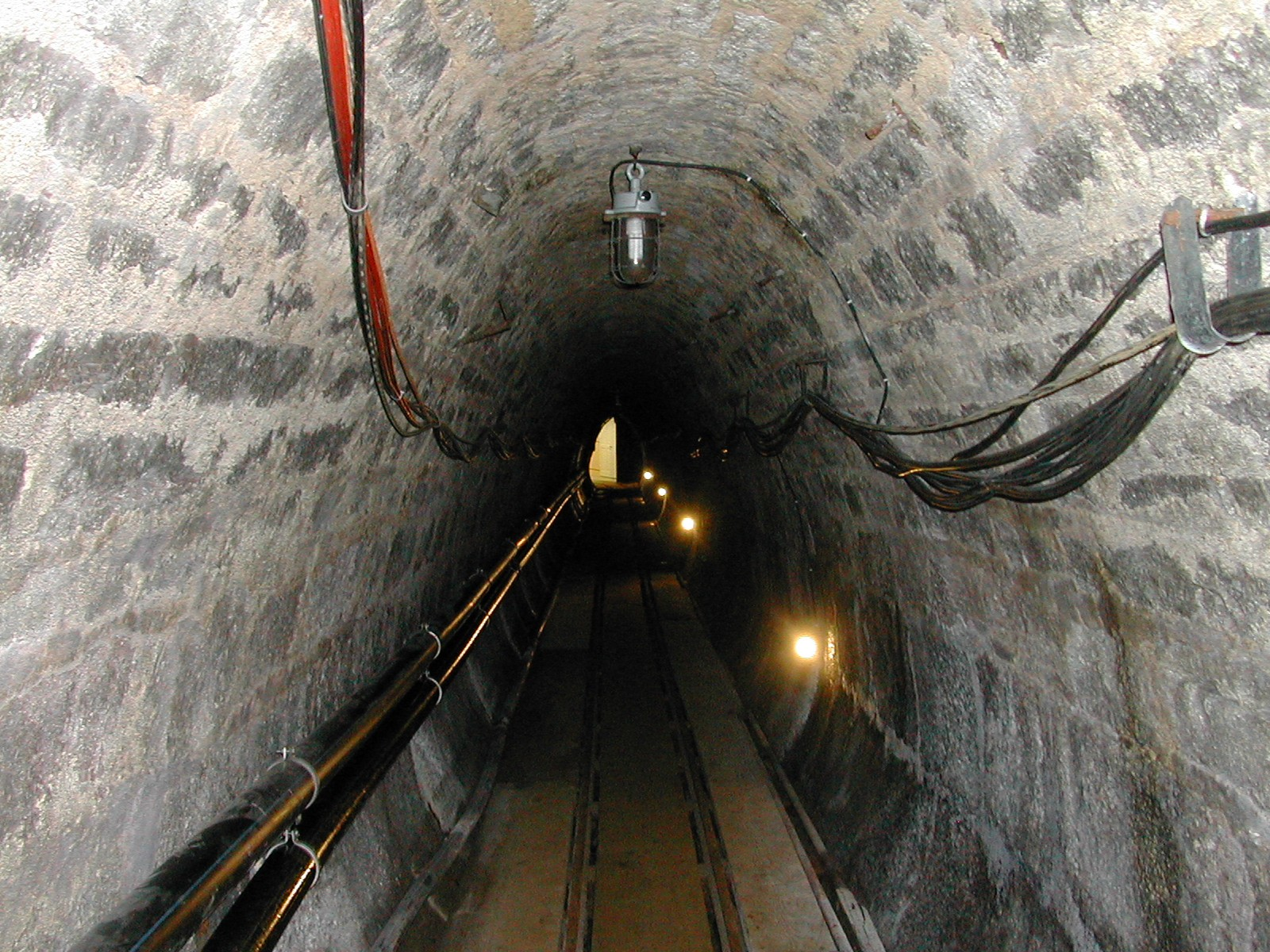
알타우세 소금광산의 터널

1935년 야로미르 체르닌 백작 (Jaromir Czernin)은 가문 대대로 물려받은 《회화의 기술》을 미국 은행가 앤드루 멜런에게 판매하고자 하였으나 오스트리아 정부의 고미술품 수출 금지 조치로 무산되었다. 1938년 오스트리아의 독일 합병 이후 나치 독일의 제국원수였던 헤르만 괴링의 지원으로 필립 렘츠마 (Philipp Reemtsma)란 사람이 그림 인수 시도에 나섰으나, 이번에는 하나의 문화유산을 개인 간에 거래를 할 수는 없다며 거절되었다.
결국 1940년 11월 20일 아돌프 히틀러 총통이 린처 박물관의 소장품을 마련하는 과정에서 한스 포세를 대리로 내세워 입수하였으며 낙찰가는 182만 라이히스마르크에 달했다. 이후 1945년 전쟁이 끝날 무렵, 나치 측이 연합군의 폭격을 피해 독일 뮌헨 알타우세 인근의 소금광산에 보관해 두었던 사실이 드러으며, 발견 직후 오스트리아에 주둔한 연합군 측 기념물·미술품·기록물 전담반 (MFA&A) 책임자였던 앤드류 리치(Andrew Ritchie)의 지시로 뮌헨에서 빈으로 이전되었다. 당시 앤드류가 자신이 타고 있는 기차칸에 이 그림을 함께 두고 운송했다는 일화가 전해진다.
종전 직후 나치의 미술품 약탈 시도에 대한 진상조사 과정에서, 《회화의 기술》은 히틀러의 부당한 강요 없이 소장처였던 체르닌가에서 자발적으로 판매한 것으로 결론이 났다. 따라서 미군 측은 1945년 연말에 이르러 《회화의 기술》을 오스트리아 정부에 반납하였다. 체르닌가는 1956년 히틀러의 죽음의 공식 규명 과정에 있어 중요한 역할을 하였으나, 본 그림의 국가 헌납에 대한 수차례의 배상 요구에도 번번히 거절당하였다. 1958년 《회화의 기술》은 수장고 임시 보관 상태를 벗어나 마침내 빈 미술사 박물관의 상설전시 작품으로 지정되었다. 1998년에는 공공기관 배상법이 제정되어 체르닌가의 입장과 근거를 공고히 하는 계기가 되었으나, 2011년 오스트리아 정부는 체르닌가의 배상 요구에 대해 다시 한번 기각 결정을 내렸다.

## 같이 보기
- 요하네스 베르메르의 그림 목록
- 살바도르 달리의 《테이블로 사용할 수 있는 델프트의 페르메이르의 유령》 (1934년)

## 참고자료
1. ↑  “Die Malkunst”. 《www.khm.at》.
2. ↑  Wheelock, Arthur K. (1995). 《Vermeer & the Art of Painting》. New Haven: Yale University Press. 129쪽. ISBN 0-300-06239-7. OCLC 31409512.
3. 1 2 3 4  Alpers, Svetlana (1983). 《The Art of Describing : Dutch Art in the Seventeenth Century》. University of Chicago Press. ISBN 9780226015125.
4. ↑  Liedtke, Walter (2007). 《Dutch paintings in the Metropolitan Museum of Art》. New York: Metropolitan Museum of Art. 893쪽. ISBN 978-0-300-12028-8.
5. ↑  Blankert, A. (1978). 《Vermeer of Delft》. Oxford: Phaidon. 47–49쪽.
6. ↑  Stokstad, Marilyn (1995). 《Art History》. New York, NY: Harry N. Abrams. 797쪽. ISBN 0810927764.
7. 1 2 3  Liedtke, Walter A. (2001). 《Vermeer and the Delft school》. New York: Metropolitan Museum of Art. 396쪽. ISBN 9780870999734.
8. ↑  “Vermeer. The Art of Painting. Analysis of a Masterpiece”. 《Kunsthistorisches Museum Wien》.
9. 1 2 3 4  Binstock, Benjamin (2013). 《Vermeer's Family Secrets: Genius, Discovery, and the Unknown Apprentice》. New York: Routledge. ISBN 9781136087066.
10. ↑  Janson, Jonathan. “The Art of Painting”. 《Essential Vermeer》.
11. ↑  “Monumenta Cartographica Neerlandica Vol. VI”. 2011년 2월 20일에 원본 문서에서 보존된 문서. 2014년 7월 4일에 확인함.
12. ↑  Brussel, Luxemburg, Gent, Bergen (Henegouwen), Amsterdam, Namen, Leeuwarden, Utrecht, Zutphen, en het Hof van Holland in Den Haag; to the right Limburg, Nijmegen, Arras, Dordrecht, Middelburg, Antwerpen, Mechelen, Deventer, Groningen en het Hof van Brabant in Brussel.
13. ↑  Schilder, Günter. “Monumenta Cartographica Neerlandica I”. 《Explokart Research Project》. Universiteit Utrecht. 2014년 9월 12일에 원본 문서에서 보존된 문서.
14. ↑  Neurdenburg, Elisabeth (1942). “Johannes Vermeer. Eenige opmerkingen naar aanleiding van de nieuwste studies over den Delftschen Schilder”. 《Oud Holland - Quarterly for Dutch Art History》 (네덜란드어) 59 (1): 65–73. doi:10.1163/187501742X00087.
15. ↑  Hullén, Karl Gunnar (January 1949). “Zu Vermeers Atelierbild”. 《Konsthistorisk Tidskrift/Journal of Art History》 (네덜란드어) 18 (1–4): 90–98. doi:10.1080/00233604908603471.
16. ↑  Ripa, Caesar (1709). 《Iconologia, or, Moral emblems》. London: Benj. Motte. 38쪽.
17. ↑  Ripa, Cesare (1645). 《Iconologia di Cesare Ripa》 (이탈리아어). Venice: Christoforo Tomasini. 269쪽.
18. ↑  《Groot-Schilderboek》. 1712. 4, 6, 115, 121, 293쪽.
19. ↑  Weber, Gregor J. M. (1991). 《Der Lobtopos des "lebenden" Bildes : Jan Vos und sein "Zeege der schilderkunst" von 1654》 (독일어). Hildesheim: G. Olms. 61쪽. ISBN 3-487-09604-8.
20. ↑  이 말은 고대 로마 시인 호라티우스가 '시는 그림처럼' (ut pictura poesis)이란 표현으로 의역하면서 유명해졌다.
21. ↑  Ripa, Cesare (1645년 5월 14일). “Iconologia di Cesare Ripa ...: Divisa in tre libri, ne i quali si esprimono varie imagini di virtù, vitij, affetti, passioni humane, arti, discipline, humori, elementi, corpi celesti, prouincie d'Italia, fiumi, & altre materie infinite vtili ad orgni stato de persone”. presso Cristoforo Tomasini.
22. ↑  Plutarch, De gloria Atheniensium 3.346f, cited by Campbell, David A., 편집. (1991). 《Greek Lyric III》. Loeb Classical Library. Harvard University Press. 363쪽. ISBN 9780674995253.
23. ↑  “Vermeer: The Art of Painting, Art and History”. 《National Gallery of Art》. 2016년 5월 18일에 원본 문서에서 보존된 문서.
24. ↑  “Allegory of Painting”. 《The Leiden Collection》.
25. ↑  “Kroonluchter”. johannesvermeer.info. 2016년 3월 5일에 원본 문서에서 보존된 문서.
26. 1 2  Montias, John Michael (1989). 《Vermeer and His Milieu: A Web of Social History》. Princeton University Press. ISBN 9780691002897.
27. ↑  Janson, Jonathan. “Johannes Vermeer: Provenance”. 《Essential Vermeer》.
28. ↑  “Besitzfolgen” [Ownership]. 《Kunst & Politik》 (독일어).
29. 1 2 3 4  “Vermeer: The Art of Painting, The Painting's Afterlife”. 《National Gallery of Art》. 2016년 5월 18일에 원본 문서에서 보존된 문서.
30. ↑  Waagen, G. F. (1862). 《Handbuch der Deutschen und Niederländischen Malerschulen, Bd II》. Stuttgart. 110쪽.
31. ↑  “Vergessenheit und Wiederentdeckung” [Forgetting and Rediscovery]. 《Kunst & Politik》 (독일어).
32. ↑  Schoenberg, E. Randol (2011년 3월 17일). “Will Austria part with Hitler's Vermeer?”. 《Jewish Journal》.
33. ↑  “Interessenten für das Bild” [Interest in the Picture]. 《Kunst & Politik》 (독일어).
34. ↑  Spirydowicz, K. (2010). 〈Rescuing Europe's Cultural Heritage: The Role of the Allied Monuments Officers in World War II〉.   Rush, L. 《Archaeology, Cultural Property, and the Military》. Woodbridge: The Boydell Press. 15–27쪽. ISBN 9781843835394.
35. 1 2  “On the current state of the discussion of the provenance of Vermeer's "The Art of Painting"”. 《Kunsthistorisches Museum》. 2022년 5월 10일에 확인함.
36. ↑  Joachimsthaler, Anton (1999) [1995]. 《The Last Days of Hitler: The Legends, The Evidence, The Truth》 (영어). London: Brockhampton Press. 9–11쪽. ISBN 978-1-86019-902-8.
37. ↑  Hinckley, Catherine (2011년 3월 18일). “Austrian Panel Rejects Claim for Vermeer Bought by Hitler”. Bloomberg.
38. ↑  Lindsay, Ivan (2014년 11월 13일). “From Napoleon to the Nazis: the 10 most notorious looted artworks”. 《The Guardian》.

틀:요하네스 페르메이르